# Lasocice (Łambinowice)
Lasocice (deutsch Lassoth, 1936–1945 Grünfließ O.S.) ist ein Ort der Gmina Łambinowice in der Woiwodschaft Opole in Polen.

## Geographie
Lasocice liegt im südwestlichen Teil Oberschlesiens rund zwölf Kilometer westlich vom Gemeindesitz Łambinowice, rund 14 Kilometer nordöstlich der Kreisstadt Nysa (Neisse) und etwa 43 Kilometer südwestlich der Woiwodschaftshauptstadt Opole (Oppeln), in der Nizina Śląska (Schlesische Tiefebene)im Tal der Glatzer Neiße. Durch den Ort fließt der Bach Dobrzynka.
Nachbarorte von Lasocice sind im Norden Sidzina (Hennersdorf), im Nordosten Bielice (Bielitz), im Südosten Drogoszów (Neusorge), im Süden Piątkowice (Rothhaus) und im Westen Prusinowice (Waltdorf).

## Geschichte
Erstmals urkundlich erwähnt wurde „Lessentzicz“ im Zehntregister Liber fundationis episcopatus Vratislaviensis aus den Jahren 1295–1305. Es gehörte zum geistlichen Fürstentum Neisse und wurde 1310 als „Lassoczycz“ deutschrechtlich umgesetzt. Für das Jahr 1379 ist die Schreibweise Lessoth belegt. 1579 gehörten zwei Vorwerke in Lassoth einem Ritter Simon. 1591 gelangte Lassoth zusammen mit dem Gut Jeutritz an Johann Franz von Troilo. Ein Jahr später überließ ihm und seinem ältesten Sohn Nikolaus von Troilo der Breslauer Bischof Andreas von Jerin auch die bischöflichen Untertanen in Lassoth. 1594 errichtete Johann Franz von Troilo ein Herrenhaus in Lassoth. Nachfolgend veranlasste er den Umbau der mittelalterlichen Kirche und ließ sie neu ausstatten. Johann Franz von Troilo und dessen Frau Katharina wurden in der Lassother Kirche beigesetzt.
Zusammen mit dem Fürstentum Neisse fiel Lassoth nach dem Ersten Schlesischen Krieg 1742 mit dem größten Teil Schlesiens an Preußen.
Nach der Neuorganisation der Provinz Schlesien gehörte die Landgemeinde Lassoth ab 1816 zum Landkreis Neisse im Regierungsbezirk Oppeln. 1845 bestanden im Dorf ein Rittergut, eine katholische Kirche, eine katholische Schule und 82 Häuser. Im gleichen Jahr lebten in Lassoth 585 Menschen, davon 9 evangelische. 1865 zählte das Dorf 11 Bauern-, 46 Gärtner-, und 18 Häuslerstellen. 1874 wurde der Amtsbezirk Lassoth gegründet, dem die  Landgemeinden Lassoth, Nieder Jeutritz, Ober Jeutritz, Riemertsheide und Rothhaus sowie die Gutsbezirken Lassoth und Rothhaus eingegliedert wurden. 1885 zählte Lassoth 629 Einwohner.
Am 9. Mai 1933 wurde der Amtsbezirk Lassoth aufgelöst und ging im Amtsbezirk Nieder Hermsdorf auf. 1933 hatte Lassoth 550 Einwohner. Am 8. Oktober 1936 wurde der Ortsname in Grünfließ O.S. geändert. 1939 zählte Grünfließ O.S. 573 Einwohner.
Als Folge des Zweiten Weltkriegs fiel Lassoth 1945 mit dem größten Teil Schlesiens an Polen. Nachfolgend wurde es in Lasocice umbenannt und der Woiwodschaft Schlesien angeschlossen. 1950 wurde es der Woiwodschaft Oppeln eingegliedert. 1999 kam der Ort zum neu gegründeten Powiat Nyski. 2011 lebten in Lasocice 476 Menschen.

## Sehenswürdigkeiten

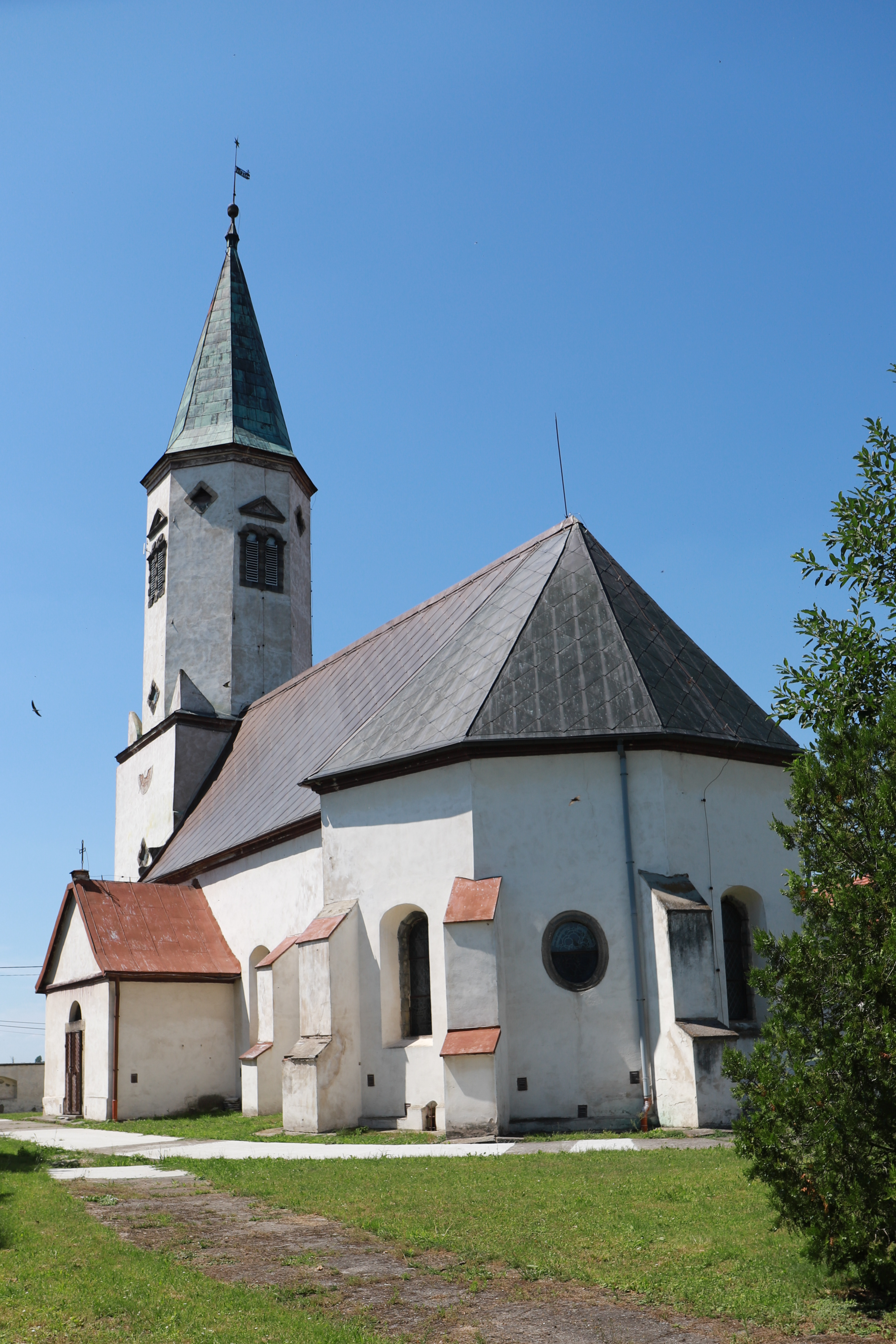
St.-Franziskus-Kirche

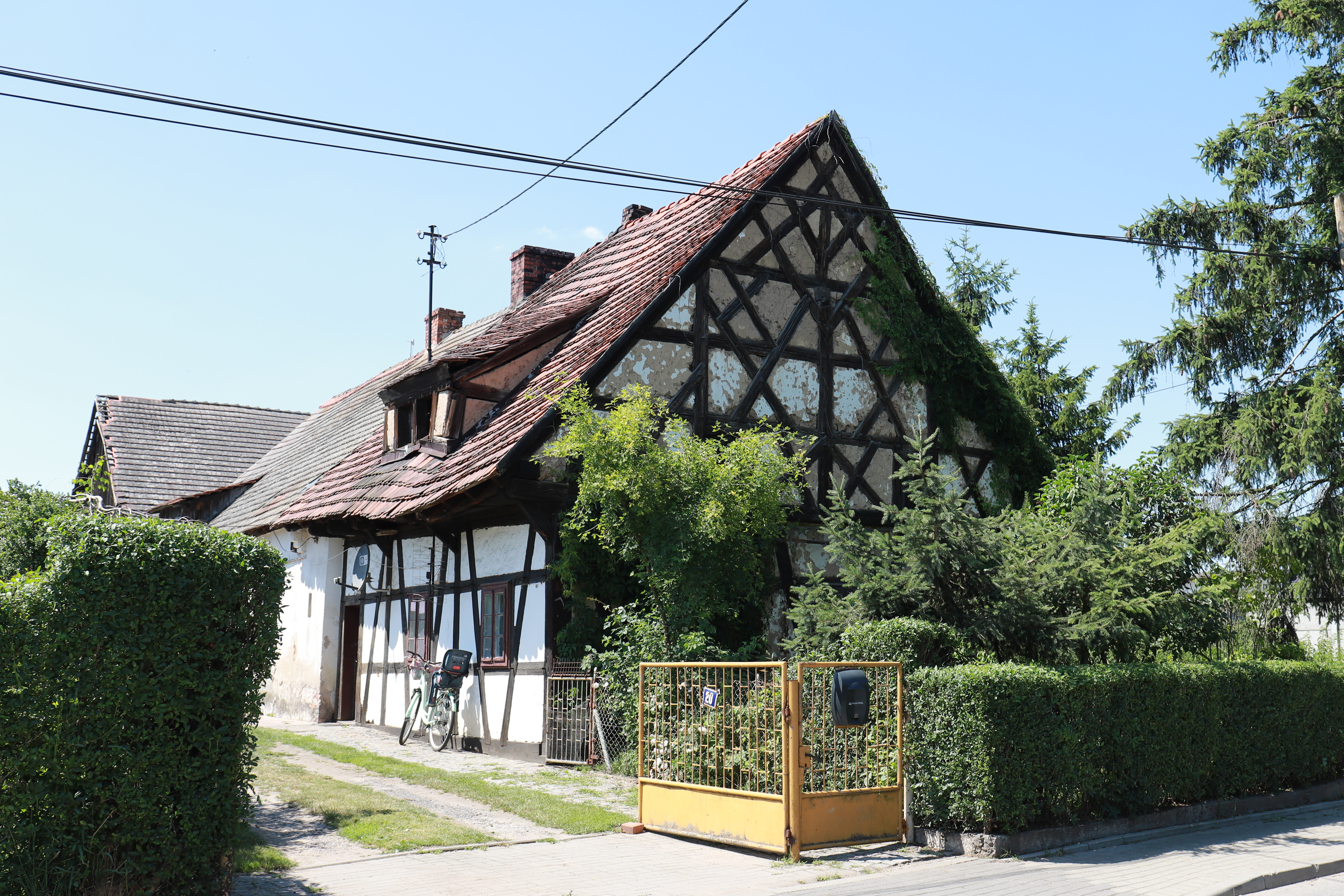
Fachwerkhaus, Haus Nr. 20

- Die römisch-katholische St.-Franziskus-Kirche (polnisch Kościół św. Franciszka z Asyżu) bestand bereits, als Lassoth 1591 von Johann Franz von Troilo erworben wurde. Dieser veranlasste 1596 den Umbau der Kirche und stattete sie neu aus. Dazu gehörten eine neue Glocke, eine reich geschmückte Kanzel und eine Patronatsloge, an der sich eine Stiftungsinschrift befand. 1618 war der Bau vollendet.[8][9] 1964 wurde das Gotteshaus unter Denkmalschutz gestellt.[10]
- Fachwerkhaus (Hausnummer 20); seit 1964 unter Denkmalschutz[10]
- Wegekapelle